# Yamamoto, Miyagi
Yamamoto (japanska: 山元町?, Yamamoto-chō) är en landskommun (köping) i Miyagi prefektur i Japan.  